# Bungarus persicus
Bungarus persicus — вид отруйних змій родини аспідових (Elapidae). Описаний у 2014 році.

## Поширення
Ендемік Ірану. Поширений у провінції Систан і Белуджистан на південеному сході країни. Населяє плоскі рівнини, а також сезонні русла річок з розрізненою рослинністю, переважно з чагарниками та деякими деревами.

## Опис
Загальна довжина голотипу 630 мм; довжина хвоста 80 мм. Загальна довжина паратипу 1190 мм. Bungarus persicus відрізняється від інших крайтів, крім B. sindanus, поєднанням широких чорних і вузьких білих кілець на тілі й хвості, а також спинної луски, розташованої у 17 рядів. Цей вид дещо відрізняється від B. sindanus, який зазвичай має більший спинний відділ чорного кольору на передній частині тіла та більше прямих поперечних смуг.